# Olympique Lyonnais 1979-1980
Questa voce raccoglie le informazioni riguardanti l'Olympique Lyonnais nelle competizioni ufficiali della stagione 1979-1980.

## Maglie e sponsor
Lo sponsor tecnico per la stagione 1979-1980 è Pony, mentre lo sponsor ufficiale è Seiko.
| Manica sinistra · Manica sinistra · Maglietta · Maglietta · Manica destra · Manica destra · Pantaloncini · Calzettoni |

## Rosa
| N. |                       | Ruolo | Calciatore              |
| -- | --------------------- | ----- | ----------------------- |
|    | Francia (bandiera)    | P     | Yves Chauveau           |
|    | Jugoslavia (bandiera) | D     | Rajko Aleksić           |
|    | Francia (bandiera)    | D     | Serge Amouret           |
|    | Francia (bandiera)    | D     | Daniel Bruno            |
|    | Francia (bandiera)    | D     | Christophe Desbouillons |
|    | Francia (bandiera)    | D     | Guy Genet               |
|    | Francia (bandiera)    | D     | Dominique Marais        |
|    | Francia (bandiera)    | D     | Joël Muller             |
|    | Francia (bandiera)    | D     | Alain Olio              |
|    | Francia (bandiera)    | D     | Olivier Roussey         |
|    | Francia (bandiera)    | C     | Gilbert Carrié          |
|    | Francia (bandiera)    | C     | Serge Chiesa            |

| N. |                       | Ruolo | Calciatore           |
| -- | --------------------- | ----- | -------------------- |
|    | Francia (bandiera)    | C     | Jean-Philippe Durand |
|    | Francia (bandiera)    | C     | Jean-Marc Martinez   |
|    | Francia (bandiera)    | C     | Patrice Monteilh     |
|    | Francia (bandiera)    | D     | Patrick Paillot      |
|    | Francia (bandiera)    | C     | Jean Tigana          |
|    | Portogallo (bandiera) | A     | Antonio Aparício     |
|    | Spagna (bandiera)     | A     | Paco Bandera         |
|    | Francia (bandiera)    | A     | Daniel Lubin         |
|    | Francia (bandiera)    | A     | Jean-Marc Valadier   |
|    | Francia (bandiera)    | A     | Daniel Xuereb        |
|    | Jugoslavia (bandiera) | A     | Miodrag Živaljević   |

## Risultati

### Division 1

#### Play-out
| Lione 3 giugno 1980 Play-out - Andata                                                                        | Olympique Lione | 6 – 0 referto | Olympique Avignone | Stade de Gerland (16 276 spett.) |
| \| \| \| \| \| Živaljević 10’, 19’, 81’ Valadier 30’ Desbouillons 66’ (rig.) Monteilh 85’ \| Marcatori \| \| |                 |               |                    |                                  |
| |                 |               |                    |                                  |
| Živaljević 10’, 19’, 81’ Valadier 30’ Desbouillons 66’ (rig.) Monteilh 85’                                   | Marcatori       |               |                    |                                  |

| Avignone 6 giugno 1980 Play-out - Ritorno                                                  | Olympique Avignone | 4 – 2 referto            | Olympique Lione | Parc des Sports (2 000 spett.) |
| \| \| \| \| \| Bassi 8’, 55’, 61’ Lanthier 87’ \| Marcatori \| 47’ Živaljević 53’ Lubin \| |                    |                          |                 |                                |
|                                                                                            |                    |                          |                 |                                |
| Bassi 8’, 55’, 61’ Lanthier 87’                                                            | Marcatori          | 47’ Živaljević 53’ Lubin |                 |                                |